# Dilan Apak
Dilan Apak, född den 28 augusti 1991 i Hässelby men uppväxt i Täby, är en svensk radiopratare och komiker.
Apaks föräldrar har kurdisk bakgrund. Hon gick gymnasiets teaterlinje och är utbildad jurist. Sommaren 2013 blev hon programledare för Humorhimlen i P3 på Sveriges Radio.
Från januari 2014 till maj 2016 var hon programledare för satirprogrammet Tankesmedjan i P3.
Apak driver podden Dilan och Moa tillsammans med P3-kollegan Moa Lundqvist, vars första avsnitt släpptes i augusti 2015. Under 2015 har Apak och Lundqvist även satt upp två humorshower tillsammans - "Den inre häxprocessen" samt "Det nya tråkiga". Kollegorna har även vid en rad olika event DJ:at tillsammans, då under namnen "DJ Nuonaffären" respektive "DJ Marit Paulsen".
I oktober 2018 hade Apak och Lundqvists humorserie Sagan om Dilan och Moa  premiär i Sveriges television. Serien har sänts i två säsonger och handlar om de fiktiva karaktärerna Dilan och Moa som bor tillsammans i Malmö. Regissör för serien är Sissela Benn. Säsongerna 2020–21 och 2021–22 deltog Apak och Lundqvist tillsammans i frågesportprogrammet På spåret i Sveriges television.
Sedan 2020 programleder Apak podcasten Söndagsakuten tillsammans med Henrik Mattisson.